# Diplomeris josephii
Diplomeris josephii là một loài thực vật có hoa trong họ Lan. Loài này được A.N.Rao & Swamin. mô tả khoa học đầu tiên năm 1987.